# بمب‌گذاری آوریل ۲۰۱۶ بورسا
بمب‌گذاری آوریل ۲۰۱۶ بورسا در ترکیه در ۲۷ آوریل ۲۰۱۶ رخ داد و بر اثر حمله انتحاری در بورسا ۱ تن که عامل بمب‌گذاری بود کشته و ۱۳ تن زخمی شدند.